# هری کاتن
هری کاتن (انگلیسی: Harry Cotton; ۵ آوریل ۱۸۸۲ – ۱۹۲۱ (۳۸−۳۹ سال)) بازیکن فوتبال اهل پادشاهی متحد بریتانیای کبیر و ایرلند بود.
از باشگاه‌هایی که در آن بازی کرده‌است می‌توان به باشگاه فوتبال استوک سیتی، باشگاه فوتبال کرو آلکساندرا، و باشگاه فوتبال پورت ویل اشاره کرد.